# Parafia Świętych Apostołów Piotra i Pawła w Łukawcu
Parafia Świętych Apostołów Piotra i Pawła w Łukawcu Dolnym – parafia rzymskokatolicka znajdująca się w diecezji rzeszowskiej w dekanacie Rzeszów Północ. 
Parafia św. Piotra i Pawła została erygowana 18 sierpnia 2001 roku przez ówczesnego ordynariusza rzeszowskiego, bpa Kazimierza Górnego. Pierwszym proboszczem został ks. mgr Jerzy Kowal.